# Ljoebka Rondova
Ljoebka Vasileva Rondova (Bulgaars: Любка Василева Рондова) (Sidirochori, 24 september 1936 - Sofia, 15 maart 2016) was een Bulgaars volkszangeres, die vooral bekend stond haar reportoire van traditionele liederen uit Macedonië.

## Biografie

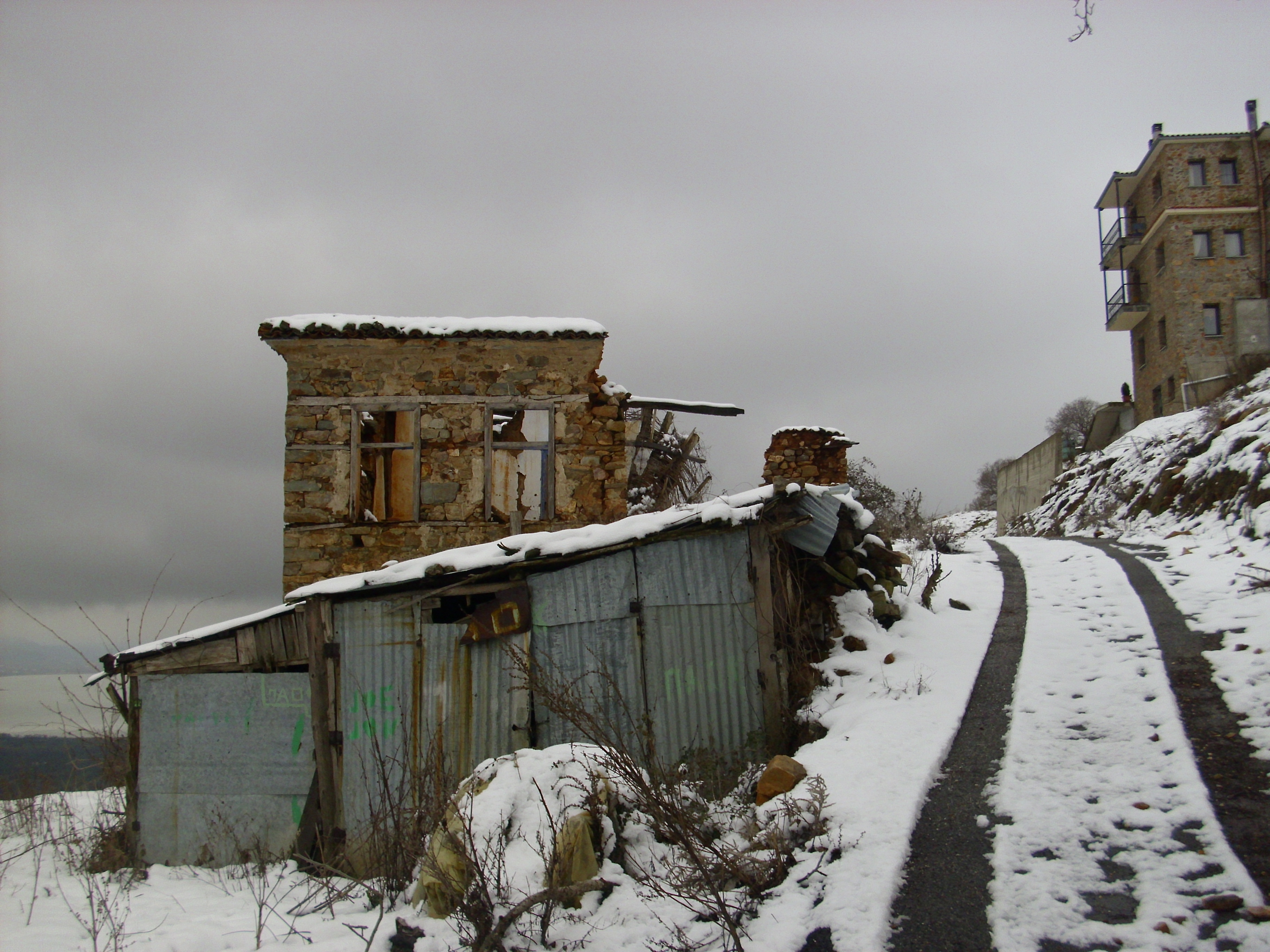
Het geboortehuis van Rondova in Kastoria te Griekenland

Rondova werd in 1936 geboren in Sidirochori, in de gemeente Vitsi, in departement Kastoria te Griekenland. In 1948, aan het einde van de Griekse Burgeroorlog, verliet ze haar geboortedorp. Samen met honderden vluchtelingen uit West-Griekenland arriveerde Rondova in Polen. Later verhuisde ze naar Tsjecho-Slowakije en studeerde ze af in Slavistiek aan de Karelsuniversiteit in Praag. Rondova en haar familie vestigden zich in 1960 definitief in Bulgarije. In Bulgarije produceerde verschillende soorten traditionele volksliederen. Rondova componeerde haar eigen melodieën die uiteindelijk in twee albums werden uitgebracht.
In 2002 ontving Rondova de hoogste Bulgaarse onderscheiding, de Orde van de Stara Planina. Ze stierf op 15 maart 2016 op 79-jarige leeftijd.

## Discografie[4]

### Singles & ep's
- Gratsjki pesni (Гръцки песни) – ВНК 3411 (1978)
- Gratsjki pesni (Гръцки песни) – ВМК 3778 (1984)

### Albums
- Popoeljarni gratsjki pesni (Популярни гръцки песни) – ВМА 11303 (1984)
- Ljoebka Rondova (Любка Рондова) – ВНА 12003 (1987)

### Complicaties
- Smiljana (Смиляна) (2000)
- Pesnite sa moite detsa (Песните са моите деца) (2003)
- Dasjterja na Egeja (Дъщеря на Егея) (2008)
- Choro se vie (Хоро се вие) (2011)

- MusicBrainz: a32f147b-05f1-41f9-a340-393e5264075e